# Matsuo Bashō
Matsuo Bashō (松尾 芭蕉?; Ueno, 1644 – Ōsaka, 28 novembre 1694) è stato un poeta giapponese del periodo Edo.
Nome originale Matsuo Munefusa, probabilmente il massimo maestro giapponese della poesia haiku. Nato nella classe militare dei samurai e in seguito ordinato monaco in un monastero zen, divenne poeta famoso con una propria scuola e allievi, col passare del tempo, sempre più numerosi. Viaggiatore instancabile, descrive spesso nella sua opera l'esperienza del viaggio. La sua estetica fa coincidere i dettami dello zen con una sensibilità nuova che caratterizza la società in evoluzione: dalla ricerca del vuoto, la semplicità scarna, la rappresentazione della natura, fino a essenziali ma vividi ritratti della vita quotidiana e popolare.
Shizuka sa ya

iwa ni shimi iru

semi no koe
Il silenzio

penetra nella roccia

un canto di cicale
(Haiku di Bashō)

## Nomi
Il nome di famiglia del poeta era "Matsuo" ma usualmente lo si chiamava semplicemente "Basho", senza il cognome. Era conosciuto come Kinsaku da bambino e, crescendo, Munefusa. Durante la vita assunse diversi nomi d'arte. Uno dei primi, Tosei, significa pesca acerba (o pesca in blu) un omaggio al poeta cinese Li Bai (李白), il cui nome significa pruno in bianco. Assunse il nome bashō, che significa banano, da un albero ricevuto da un allievo. Si dice che il clima fosse stato troppo rigido perché questo albero potesse portare frutto, e intendeva che lo pseudonimo evocasse l'idea di un poeta inutile, o almeno affezione per le cose inutili.
Romanizzazioni alternative di "Basho" sono rare, ma possono includere Matuo Basyou, utilizzando il Nihon-shiki, o Matuwo Baseu utilizzando una romanizzazione più corrispondente all'ortografia utilizzata durante il periodo in cui egli viveva.

## Biografia
La prima neve!
appena da piegare
le foglie dell'asfodelo

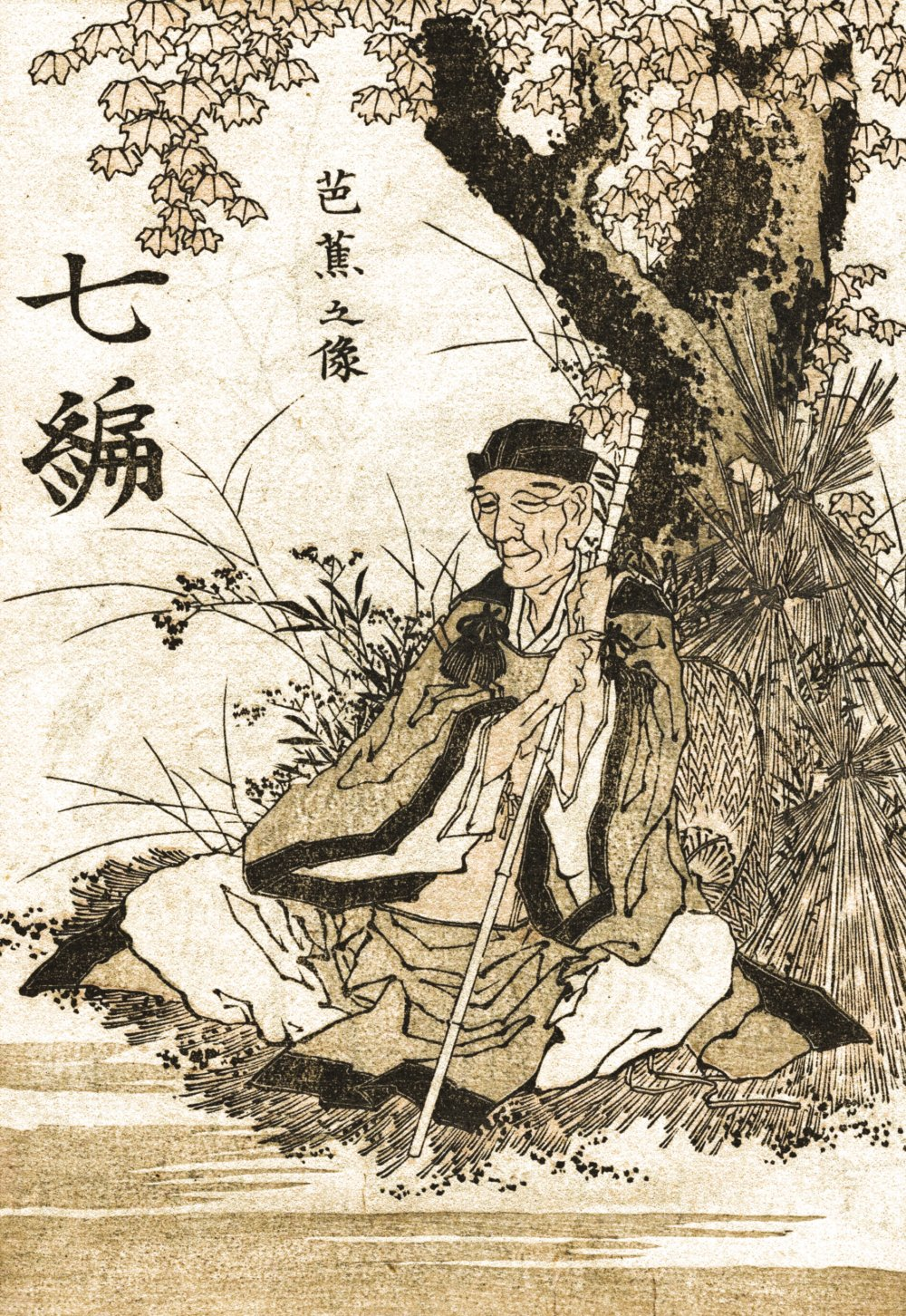
Matsuo Bashō

Nacque a Ueno, nella provincia di Iga, vicino a Kyoto. Era il figlio di un samurai di basso livello e inizialmente lavorò al servizio del signore locale, Todo Yoshitada, che era solamente due anni più vecchio di lui. Entrambi si divertivano a scrivere haiku, e la prima opera conosciuta di Bashō risale al 1662. A partire dal 1664 le sue prime poesie furono pubblicate a Kyoto, e fu all'incirca in questo periodo che adottò il nome samurai di Munefusa. Il suo padrone morì nel 1666 e Bashō preferì andarsene di casa che servirne uno nuovo. Suo padre era morto nel 1656.
Tradizionalmente si crede che abbia vissuto a Kyoto per almeno parte dei sei anni seguenti; durante questo periodo pubblicò le proprie poesie in numerose antologie. Nel 1672 si spostò a Edo (ora Tokyo). Continuò a scrivere, e dal 1676 era riconosciuto come un maestro dell'haikai, pubblicando un suo "libretto" e giudicando in gare di poesia. Acquisì un seguito di studenti, che costruirono per lui il primo rifugio "Basho" nell'inverno del 1680.
Bashō non trovò soddisfazione nel suo successo, e si rivolse alla meditazione Zen. Nell'inverno del 1682 il rifugio venne distrutto da un incendio, e sua madre morì prematuramente nel 1683. Nell'inverno 1683 i suoi discepoli lo omaggiarono di un secondo rifugio, ma rimase insoddisfatto. Nell'autunno del 1684 iniziò un viaggio che in seguito chiamò i ricordi di uno scheletro scosso dalle intemperie (Nozarashi Kikō), il titolo di un giornale di viaggio con prose e poesie che compose al termine dello stesso. Il percorso lo condusse da Edo al Fuji, a Ise, Ueno e Kyoto, prima di tornare a Edo nell'estate del 1685.
Il suo rapido incedere faceva pensare alcuni che Bashō potesse essere stato un ninja. I suoi lunghi viaggi gli permisero di osservare le condizioni nelle varie province e ascoltare le ultime notizie, informazioni di interesse al regnante shogunato Tokugawa, che impiegava dei ninja per queste attività. Il luogo di nascita di Basho nell'area di Ueno della provincia Iga possedeva una ricca tradizione ninja e Bashō poteva essere stato una guardia del corpo per Todo Yoshitada anni prima. Comunque, pochi letterati considerano seriamente la possibilità che potesse essere stato una spia per lo shogunato Tokugawa.
Il viaggio sembrò giovargli, nell'allontanare alcuni dei suoi fantasmi, e i suoi scritti dei pochi anni seguenti raccontano della piacevole esperienza. Compì un breve viaggio a Kashima nell'autunno del 1687, per osservare da là la luna piena in prossimità dell'equinozio, anche se una volta arrivato scoprì che la luna non poteva essere scorta a causa del cattivo tempo. Di nuovo compose un resoconto dell'escursione: Una visita al Tempio Kashima (Kashima Mōde).
Nell'inverno di quell'anno cominciò il suo seguente lungo viaggio, dopo essergli stato reso un arrivederci che "sembrava quello per un dignitario". Attraversò Ueno, Osaka, Suma, Akashi, Kyoto, Nagoya, le alpi giapponesi e Sarashina, dove vide il plenilunio equinoziale. Il viaggio da Edo ad Akashi è raccontato nei Ricordi di un bagaglio consumato (Oi no Kobumi), nel quale espone il suo credo nell'haikai come una fondamentale forma artistica. Il viaggio di Sarashina per osservare la luna, che si diceva apparisse particolarmente bella ed elegante lì, è descritto in Una visita al villaggio di Sarashina (Sarashina Kikō).
Verso la fine della primavera, nel 1689, cominciò escursioni più difficoltose verso le selve dell'Honshū del nord. Le fermate in questo viaggio inclusero Nikkō Toshogu, Matsushima, Kisagata e Kanazawa, attraversando nell'ultima parte di questo percorso l'isola di Sado. Di nuovo compose un diario di viaggio, Lo stretto sentiero verso il profondo Nord (Oku no Hosomichi), che è dominato dal concetto di sabi: l'identificazione dell'uomo con la natura. Due ulteriori volumi svilupparono l'idea: Ricordi dei sette giorni (Kikigaki Nanukagusa) e Conversazioni a Yamanaka (Yamanaka Mondo).
Dall'autunno 1689 in poi, Bashō trascorse due anni visitando amici e compiendo brevi viaggi attorno all'area di Kyoto e del lago Biwa. Durante questo periodo lavorò su una antologia che stava per essere compilata da alcuni dei suoi allievi, tra i quali Nozawa Bonchō, L'impermeabile della scimmia (Sarumino), che espresse e seguì i principi estetici ai quali era arrivato durante il viaggio settentrionale. Nella parte orientale di Hiraizumi, quando vide La Sala Takadachi Gikeido, che ricorda il punto esatto dove morì Minamoto no Yoshitsune, trasse ispirazione per uno dei suoi haiku più famosi: "Erba d'estate: per molti guerrieri la fine di un sogno".
Nell'inverno del 1691 tornò a Edo per abitare nel suo terzo rifugio Basho, di nuovo omaggiatogli dal suo seguito. Comunque non rimase solo, accolse un nipote e un'amica, Jutei, entrambi di salute cagionevole, ed ebbe una grande quantità di visitatori. Si lamentò in una lettera che questo lo aveva lasciato senza "pace della mente". Nell'autunno del 1693 rifiutò di vedere chiunque per un mese, adottando quindi il principio di karumi o leggerezza: una regola di non attaccamento che gli permetteva di vivere nel mondo ma di sollevarsi dalle frustrazioni.
Bashō lasciò Tokyo per l'ultima volta nell'estate del 1694, e passò del tempo a Ueno e Kyoto prima di intraprendere il suo ultimo viaggio. Colto da febbri, si fermò a Osaka e lì spirò. Quattro giorni prima dettò a un allievo il suo ultimo haiku:
Ammalatomi in viaggio,
il mio sogno corre ancora
qua e là nei campi spogli.
Fu sepolto nel monastero buddista Gichu - Ji, presso il lago Biwa, già da lui cantato.

## Opere
Fu Basho a sollevare l'haiku da un verso volgare, spesso scritto come semplice sollievo, a una forma seria, imbevuta con lo spirito del buddismo zen. Molti dei suoi haiku erano in effetti le prime tre linee di renga più lunghi (che alcuni critici considerano le sue migliori opere), piuttosto che opere isolate, ma erano stati collazionati e pubblicati da soli molte volte e il suo lavoro fu di grande ispirazione per scrittori successivi come Kobayashi Issa e Masaoka Shiki. Uno dei più famosi haiku attribuitogli (Matsushimaya Aa Matsushimaya Matsushimaya), che trae dalla bellezza indescrivibile della baia di Matsushima, fu in realtà scritto da un poeta successivo del periodo Edo, Tawarabo. Basho preferiva scrivere nel dodicesimo giorno del decimo mese del calendario lunare e utilizzare Shigure (時雨), una fredda pioggia autunnale, come kigo.
Nello specchio antico
d'acque morte
s'immerge una rana.
Risveglio d'acqua.
(Traduzione di Irene Iarocci)
Bashō viaggiò molto estensivamente durante la sua vita, e molti dei suoi scritti riflettono le esperienze dei suoi viaggi: "[...] ed io pure negli anni trascorsi sono stato portato al pensiero di un errare continuo dalla vista di una nube solitaria sospinta dal vento". Il suo libro Oku no Hosomichi (奥の細道? lett. "Lo stretto sentiero per il profondo Nord"), scritto nel 1694 e largamente ritenuto il migliore, ne è un esempio. In esso, descrizioni in prosa del paesaggio che attraversa sono intervallate con gli haiku per i quali è ora maggiormente conosciuto.

### Raccolte di poesie
- Kai ōi (1672)
- Fuyu no hi [1684)
- "Hatsu Kaishi" [1686)
- Haru no hi (1686)
- Arano (1689)
- Hisago (1690)
- Sarumino (1691)
- Sumidawara (1694)
- Zoku sarumino (1698, postumo)

### Diari di viaggio
- Nozarashi-kikō (1685)
- Kashima mōde (1687)
- Sarashina-kikō (1688)
- Oku no hosomichi (1702, postumo)

## Riferimenti nella cultura di massa
- A Bashō è stato intitolato il cratere Bashō, sulla superficie di Mercurio.
- Basho è anche il nome di un personaggio di Hunter × Hunter. Il suo potere consiste per l'appunto nel far divenire realtà tutto ciò che scrive negli haiku che compone.
- Nel film I miei vicini Yamada sono recitate molte poesie di Bashō.
- Nell'episodio 50 della serie I Predatori del Tempo, il direttore Tonnan e i membri della Pattuglia del Tempo viaggiano fino all'epoca di Bashō per controllare che nulla alteri i suoi viaggi. I Predatori del Tempo invece devono far sì che Bashō componga una delle sue famose poesie di fronte alla Grande muraglia cinese.